# Doyoung
Kim Tong-jong (korejsky 김동영; * 1. února 1996), lépe známý jako Doyoung (korejsky 도영), je jihokorejský zpěvák a herec. V roce 2016 debutoval jako člen jihokorejské skupiny NCT, její podskupiny NCT U a další podskupiny NCT 127. Kromě aktivit své skupiny se věnuje také herectví.

## Mládí
Doyoung se narodil 1. února 1996 v Kuri v provincii Kjonggi v Jižní Koreji. Má staršího bratra, herce Kong Mjonga.

## Kariéra

### 2016–18: Debut a sólové aktivity
Společnost SM Entertainment v dubnu 2016 potvrdila, že Doyoung spolu s dalšími členy programu SM Rookies debutuje jako člen skupiny NCT a její podskupiny NCT U. 9. dubna vyšel jejich digitální singl „The 7th Sense" a o den později „Without You". V červenci spolupracoval s Keyem ze SHINee na soundtrackové skladbě „Cool" k seriálu televize OCN 38 Squad. V listopadu se připojil k obsazení varietní show Lipstick Prince. V prosinci bylo oznámeno, že se připojí k druhé podskupině NCT 127. V rámci projektu SM Station spolupracoval společně s kolegy Taeilem, Yesungem, Sunny, Seulgi, Wendy a I Tong-wuem na skladbě „Sound of Your Heart (너의 목소리)".
V lednu 2017 oficiálně debutoval jako člen NCT 127 s EP Limitless. V únoru se společně s Jinyoungem z GOT7 a Jisoo z Blackpink stali moderátory hudebního pořadu Inkigayo. V březnu se objevil jako host v pořadu We Got Married, ve kterém účinkoval jeho bratr. V srpnu společně s Taeilem a Taeyongem vydali soundtrackovou píseň „Stay in my Life" pro seriál School 2017. V rámci projektu SM Station v říjnu vydal ve spolupráci se Sejeong z gu9udan skladbu „Star Blossom (별빛 이 피면)".
V červnu 2018 vydal soundtrackovou skladbu „Hard for Me" pro drama Rich Man, kde ztvárnil hlavní roli Doyongův kolega Suho z EXO. Skladbu nazpívala také zpěvačka CHEEZE.

### 2019–současnost: Další sólové aktivity
V březnu 2019 spolupracoval s indie duem Rocoberry na písni „Don't say goodbye (헤어 지지 말아요, 우리)". V červenci se zúčastnil soutěžní show King of Mask Singer pod jménem „Assistant Manager". Následující měsíc se zúčastnil reality show Law of the Jungle in Sunda Islands. V listopadu spolupracoval s BoA, Siwon, J-Min, Sunny, Taeminem, Suhem and Wendy na skladbě „This is Your Day", která vyšla ve spolupráci se společností UNICEF.
V dubnu 2020 oznámila korejská značka Nature Republic, že skupina NCT 127 se stane jejich ambasadory a to hlavně díky jejich energii, která se shoduje s image značky. V říjnu vyšlo album NCT NCT 2020 Resonance Pt. 1, v listopadu následovala druhá část alba NCT 2020 Resonance Pt. 2. Na prvním albu se Doyoung, jako jediný člen NCT, podílel na obou titulních skladbách „Make a Wish" a „From Home".
V březnu 2021 debutoval jako herec v hlavní roli seriálu Midnight Cafe Season 3 - The Curious Stalker, ke kterému také nahrál soundtrackovou skladbu „Night Air". V rámci projektu Rewind: Blossom, kdy současní mladí umělci přezpívávají písně starší generace, vydal 12. března společně s kolegou ze skupiny EXO Baekhyunem remake skladby „Doll", kterou původně nazpívali Lee Ji Hoon a Shin Hye Sung. 19. dubna bylo oznámeno, že Doyoung byl obsazen do svého prvního muzikálu Marie Antoinette, kde ztvární hlavní postavu hraběte Axela von Fersena. Role je obsazena dalšími dvěma protagonisty, kteří se střídají dle dat vystoupení. Muzikál bude uveden od 13. července do 3. října v Charlotte Theatre.